# 이사고라스
이사고라스(고대 그리스어: Ἰσαγόρας)는 티산드로스의 아들로, 기원전 6세기 후반의 아테네 귀족이었다.
그는 히피아스의 참주 정치 기간 동안 아테네에 남아 있었으나, 히피아스가 전복된 후 동료 귀족인 클레이스테네스와 권력 투쟁에 휘말렸다. 기원전 508년 그는 아르콘 에포니모스로 선출되었으나, 클레이스테네스가 인구의 대다수로부터 지지를 받아 그에게 반대했다. 이사고라스는 이전에 이사고라스에게 환대를 받았던 오랜 친구인 스파르타의 왕 클레오메네스 1세에게 지원을 요청했다. 헤로도토스에 따르면, 클레오메네스는 이사고라스의 아내와 불륜 관계를 맺었다고 한다.
기원전 507년, 이사고라스는 클레오메네스의 도움을 받아 알크마이오니다 가문의 오점(참고: 메가클레스)을 구실로 클레이스테네스와 알크마이오니다 가문의 다른 구성원들을 추방했다. 클레이스테네스의 지지자들과 평범한 아테네 시민들은 이사고라스의 참주 정치에 반란을 일으켰고, 결국 이사고라스와 그의 스파르타 동맹군을 아크로폴리스에 이틀 동안 가두었다. 셋째 날 그들은 휴전하고 클레오메네스와 이사고라스가 탈출하도록 허용했으며, 이사고라스의 지지자 300명을 처형했다. 이후 클레이스테네스는 도시로 돌아와 아테네 민주주의를 만든 개혁을 시행했다.

## 내용주
1. ↑  Aristotle, The Athenian Constitution, Part 20
2. ↑  Herodotus, Histories, 5.70

| 이전 클레이스테네스 하의 귀족정 | 아테네의 통치자 | 이후 클레이스테네스 하의 아테네 민주주의 |